# Julija Borisiková
Julija Borisik (rusky Юлия Борисик) nebo Julija Barysik (bělorusky Юлія Барысік), (* 11. února 1984 Babrujsk, Sovětský svaz) je reprezentantka Běloruska v sambu a judu.

## Sportovní kariéra
Bojovým sportům se začala věnovat v rodném městě pod vedením manželů Žukovecových. Později přešla do vrcholového tréninkového centra v Minsku. Po nezdařené kvalifikaci na olympijské hry v Pekingu v roce 2008 se plně soustředí na zápas v sambu.

## Výsledky

### Judo

#### Váhové kategorie
| Mistrovství světa  |    | —   |    | úč. |    | úč. |    | úč. |    |  |  |  |  |  |  |  |  |  |  |  |  |  |  |  |  |  |  |
| Mistrovství Evropy | —  | —   | —  | úč. | 7. | 5.  | 3. | úč. | 7. |  |  |  |  |  |  |  |  |  |  |  |  |  |  |  |  |  |  |
| ME do 23 let       |    |     |    | —   | 7. | —   | 2. |     |    |  |  |  |  |  |  |  |  |  |  |  |  |  |  |  |  |  |  |
| MS juniorů         | —  |     | 2. |     |    |     |    |     |    |  |  |  |  |  |  |  |  |  |  |  |  |  |  |  |  |  |  |
| ME juniorů         | 5. | úč. | 3. | 3.  |    |     |    |     |    |  |  |  |  |  |  |  |  |  |  |  |  |  |  |  |  |  |  |
| ME dorostenců      | 3. |     |    |     |    |     |    |     |    |  |  |  |  |  |  |  |  |  |  |  |  |  |  |  |  |  |  |

#### Bez rozdílu vah
| Turnaj             | 2000       | 2001       | 2002       | 2003       | 2004       | 2005       | 2006       | 2007       | 2008       |
| Turnaj             | 16         | 17         | 18         | 19         | 20         | 21         | 22         | 23         | 24         |
| Turnaj             | těžká váha | těžká váha | těžká váha | těžká váha | těžká váha | těžká váha | těžká váha | těžká váha | těžká váha |
| ------------------ | ---------- | ---------- | ---------- | ---------- | ---------- | ---------- | ---------- | ---------- | ---------- |
| Mistrovství světa  |            | —          |            | úč.        |            | 5.         |            | 5.         |            |
| Mistrovství Evropy | —          | —          | —          | —          | —          | úč.        | 3.         | —          |            |